# Його колишня залишає слід
«Його колишня залишає слід» (англ. His Ex Marks the Spot) — американська короткометражна кінокомедія Жуля Вайта 1940 року з Бастером Кітоном в головній ролі.

## Сюжет
Через фатальні збіги обставин, Бастер змушений тимчасово пожити під одним дахом зі своєю колишньою дружиною та її новим залицяльником.

## У ролях
- Бастер Кітон — Бастер
- Елсі Амес — його колишня дружина
- Дороті Епплбі — його дружина
- Метт МакХью — залицяльник колишньої дружини